# 1920-as Giro d’Italia
Az 1920-as Giro d’Italia volt a 8. olasz kerékpáros körverseny. Május 23-án kezdődött és június 6-án ért véget. A verseny 8 szakaszból állt, ezek össztávja 2632 km volt. A végső győztes az olasz Gaetano Belloni lett a szintén olasz Angelo Gremo és a francia Jean Alavoine előtt.

## Szakaszok
| Szakasz | Rajt     | Cél      | km  | Szakaszgyőztes      | Összetettben vezető |
| 1.      | Milánó   | Torino   | 348 | Giuseppe Olivieri   | Giuseppe Olivieri   |
| 2.      | Torino   | Lucca    | 378 | Gaetano Belloni     | Gaetano Belloni     |
| 3.      | Lucca    | Róma     | 386 | Gaetano Belloni     | Gaetano Belloni     |
| 4.      | Róma     | Chieti   | 234 | Jean Alavoine       | Gaetano Belloni     |
| 5.      | Chieti   | Macerata | 236 | Leopoldo Torricelli | Angelo Gremo        |
| 6.      | Macerata | Bologna  | 282 | Jean Alavoine       | Angelo Gremo        |
| 7.      | Bologna  | Trieszt  | 349 | Gaetano Belloni     | Gaetano Belloni     |
| 8.      | Trieszt  | Milánó   | 421 | Ugo Agostoni        | Gaetano Belloni     |

## Végeredmény
|     | Versenyző           | Idő             |
| --- | ------------------- | --------------- |
| 1.  | Gaetano Belloni     | 102 óra 44' 33" |
| 2.  | Angelo Gremo        | 32' 24"         |
| 3.  | Jean Alavoine       | 1 óra 01' 14"   |
| 4.  | Emilio Petiva       | 3 óra 02' 44"   |
| 5.  | Domenico Schierano  | 3 óra 36' 20"   |
| 6.  | Marcel Buysse       | 3 óra 52' 49"   |
| 7.  | Ugo Agostoni        | 4 óra 17' 35"   |
| 8.  | Enrico Sala         | 4 óra 43' 28"   |
| 9.  | Giovanni Rossignoli | 5 óra 54' 47"   |
| 10. | Nicola Di Biase     | 6 óra 03' 16"   |